# Gà tiền mặt đỏ
Gà tiền mặt đỏ (Polyplectron germaini) là loài chim thuộc chi Gà tiền. Đây là loài chim cỡ trung bình, có chiều dài khoảng 60 cm, lông màu nâu sẫm, lốm đốm đen, mào ngắn màu vàng cam. Con trống và con mái có hình thể giống nhau. Con mái đuôi có 18 lông vũ, ít hơn con trống. Mỗi lứa con mái thường đẻ hai quả trứng màu trắng ngà.
Đây là loài chim đặc hữu của vùng Đông Dương, phân bố ở các khu rừng khô thuộc miền nam Việt Nam và đông Campuchia.